# Narycia epomias
Narycia epomias är en fjärilsart som beskrevs av Edward Meyrick 1921. Narycia epomias ingår i släktet Narycia och familjen säckspinnare. Inga underarter finns listade i Catalogue of Life.